# Japan Rugby League One 2022-23
La Japan Rugby League One 2022-23 fue la vigésima edición y la segunda bajo la denominación actual del principal torneo de rugby profesional de Japón.

## Formato
El formato y el calendario se anunciarán el 16 de septiembre de 2022. Consistirá en un partido de todos contra todos, antes de entrar en un playoff de estilo eliminatorio para los cuatro equipos finalistas. Contó con dos conferencias (A, B). Los equipos de cada conferencia jugaron contra los equipos de su respectiva conferencia dos veces (una en casa y otra fuera) y seis partidos contra todos los equipos de la otra conferencia, tres en casa y tres fuera. Cada equipo jugó un total de dieciséis partidos de temporada, además de partidos de play-off adicionales, incluidos los play-offs de descenso. 

## Fase regular[3]
|  | Clasificado a semifinales.            |
|  | Clasificado a partidos de relegación. |

| Pos. | Equipo                | Encuentros | Encuentros | Encuentros | Encuentros | Tantos | Tantos | Tantos | PB | PB | Puntos |
| Pos. | Equipo                | PJ         | PG         | PE         | PP         | F      | C      | Dif    | BO | BD | Puntos |
| ---- | --------------------- | ---------- | ---------- | ---------- | ---------- | ------ | ------ | ------ | -- | -- | ------ |
| 1.º  | Saitama Wild Knights  | 16         | 15         | 0          | 1          | 539    | 270    | +269   | 6  | 0  | 66     |
| 2.º  | Spears Funabashi      | 16         | 14         | 1          | 1          | 636    | 340    | +296   | 7  | 0  | 65     |
| 3.º  | Tokyo Sungoliath      | 16         | 12         | 0          | 4          | 529    | 325    | +204   | 5  | 2  | 55     |
| 4.º  | Yokohama Eagles       | 16         | 10         | 2          | 4          | 588    | 321    | +267   | 7  | 3  | 54     |
| 5.º  | Brave Lupus Tokyo     | 16         | 10         | 0          | 6          | 558    | 394    | +164   | 6  | 2  | 48     |
| 6.º  | Toyota Verblitz       | 16         | 8          | 0          | 8          | 468    | 449    | +19    | 2  | 3  | 37     |
| 7.º  | Black Rams Tokyo      | 16         | 6          | 0          | 10         | 414    | 384    | +30    | 2  | 4  | 30     |
| 8.º  | Shizuoka Blue Revs    | 16         | 5          | 2          | 9          | 404    | 403    | +1     | 3  | 3  | 30     |
| 9.º  | Kobe Steelers         | 16         | 5          | 0          | 11         | 470    | 569    | -99    | 3  | 2  | 25     |
| 10.º | Sagamihara DynaBoars  | 16         | 4          | 1          | 11         | 360    | 609    | -249   | 1  | 1  | 20     |
| 11.º | Green Rockets Tokatsu | 16         | 3          | 0          | 13         | 295    | 640    | –345   | 1  | 1  | 14     |
| 12.º | Hanazono Liners       | 16         | 1          | 0          | 15         | 297    | 854    | -557   | 0  | 1  | 5      |

## Fase final

### Semifinal
| 13 de mayo de 2023 | Saitama Wild Knights | 51 - 20 | Yokohama Eagles |  |  |

| 14 de mayo de 2023 | Spears Funabashi | 24 - 18 | Tokyo Sungoliath |  |  |

### Tercer puesto
| 19 de mayo de 2023 | Yokohama Eagles | 26 - 20 | Tokyo Sungoliath |  |  |

### Final
| 20 de mayo de 2023 | Saitama Wild Knights | 15 - 17 | Spears Funabashi |  |  |

| Bandera de Japón         |
| Campeón Spears Funabashi |
| Primer título            |

### Repechaje
| Ganador              | Ida     | Vuelta  | Global   | Perdedor              |
| -------------------- | ------- | ------- | -------- | --------------------- |
| Hanazono Liners      | 36 - 14 | 56 - 22 | 92 - 36  | Urayasu D-Rocks       |
| Mie Honda Heat       | 34 - 29 | 13 - 12 | 47 - 41  | Green Rockets Tokatsu |
| Sagamihara DynaBoars | 59 - 21 | 43 - 14 | 102 - 35 | Toyota Shuttles       |